# يونيس بيكمان
يونيس بيكمان (بالألمانية: Eunice Beckmann)‏ (8 فبراير 1992 في ألمانيا - ) هي لاعبة كرة قدم ألمانية في مركز الهجوم. شاركت مع منتخب ألمانيا الوطني لكرة القدم للسيدات تحت 15 سنة ‏ ومنتخب ألمانيا تحت 17 سنة للسيدات لكرة القدم ومنتخب ألمانيا تحت 19 سنة للسيدات لكرة القدم ومنتخب ألمانيا تحت 20 سنة للسيدات لكرة القدم. أما مع النوادي، فقد لعبت مع بايرن ميونخ للسيدات وبوسطن بريكرز ولينكوبينج ودويسبورغ للسيدات وباير 04 ليفركوزن للنساء ‏.

## وصلات خارجية
- يونيس بيكمان على موقع قاعدة بيانات كرة القدم.إي يو (الإنجليزية)
- يونيس بيكمان على موقع بيانات كرة القدم. دي إي (الألمانية)
- يونيس بيكمان على موقع Soccerway.com (الإنجليزية)
- يونيس بيكمان على موقع عالم كرة القدم.نت (الإنجليزية)